# 角类肥蛛
角类肥蛛（学名：Larinioides cornuta）为圆蛛科类肥蛛属的动物。分布于全北区、日本以及中国大陆的山东、浙江、江西、湖南、湖北、河北、山西、陕西、北京、辽宁、吉林、黑龙江、内蒙古、四川、贵州、云南等地，常见于果园以及树丛及棉田。